# Haute-Marne
Haute-Marne är ett franskt departement i regionen Grand Est. I den tidigare regionindelningen som gällde fram till 2015 tillhörde Haute-Marne regionen Champagne-Ardenne. Huvudort är Chaumont. Departementet har fått sitt namn efter floden Marne.